# Онисифір Дівочка
Онисифі́р Петро́вич-Дівочка — руський релігійний діяч, Митрополит Київський, Галицький і всієї Руси.

## Біографія
Онисфір походив із галицького шляхетського роду. 1579 року висвячений на митрополита, відбулася його архієрейська хіротонія.
Достовірних біографічних відомостей про нього до вступу на митрополію не збереглося. Припускають, що до висвячення у сан митрополита він не був духовною особою, хоча, за грамотою короля Сигізмунда, управляв Лаврашевським монастирем, який потім утримав за собою під час митрополитства.
У період його управління Київською митрополією почалася напружена боротьба між католицизмом та православ'ям. Єзуїти, які прагнули запровадити унію, захоплювали православні храми й монастирі, влаштовували школи для виховання західно-руського юнацтва у дусі католицизму, друкували книги, проголошували проповіді на антиправославну тематику. Православні, у свою чергу, організовували братства, відкривали православні школи, слов'янські друкарні, де друкували книги для захисту православ'я. Проте в своїй боротьбі вони не знаходили підтримки у митрополита, який своїм мовчанням гальмував діяльність православних братств і приходів, а прагнув лише зміцнити вплив і владу вищого духовенства.
На підставі апостольських правил та соборних постанов відмовився від розгляду апеляції княжни Катерини Чорторийської — вдови Загоровського Василя — у її майновому конфлікті з іншою вдовою колишнього чоловіка княжною Марушею Збаразькою після незакінченого розгляду справи володимирським єпископом Феодосієм Лазовським в лютому 1583, який і повинен був винести вирок.
У результаті такої поведінки на митрополита почали надходити скарги. 1585 року поскаржилися галицько-львівські дворяни. Члени Львівського братства у своїй скарзі написали: «У духовному стані умножилися безлади при худому пастирстві Київського і Галицького митрополита Онисифора (Дівочки), двоєженця і людини віри сумнівної. Він дозволив єпископам бути двоєженцями, а іншим єпископам жити з дружинами, не зважаючи на чернечі обітниці». Онисифір вступав у відкриті тяжби з прихожанами, щоправда, питання не завжди розв'язувалося на його користь.
У 1588–1589 роках Константинопольській патріарх Ієремія об'їжджав західно-руські області й заборонив відправлення богослужіння священикам-двоєженцям. Оскільки митрополит Онисифір був двічі одруженим і возведеним на митрополію всупереч канонам, його позбавили влади патріаршим декретом. Щоправда, в одній із королівських грамот зазначалося, що Онисифір залишив митрополію «по своїй добрій волі, в полегшення своєї старості та хвороби».
Після припинення архіпастирської діяльності Онисифір жив у Троїцькому Віленському монастирі й до 1592 року управляв Лаврашевським монастирем.